# Heunginjimun
Heunginjimun (chữ Hán: 興仁之門, nghĩa là "Hưng Nhân Chi Môn" hay thường được gọi là Đông Đại môn (Hangul: Dongdaemun, chữ Hán: 東大門)) là một địa điểm nổi bật ở trung tâm Seoul, Hàn Quốc. Tên Hàn Quốc "Dongdaemun" có nghĩa là "Đông Đại Môn" và nó đã được đặt tên như vậy bởi vì nó là cửa chính đông tường thành đã từng bao quanh Seoul trong triều đại Triều Tiên. Đông Đại Môn toạ lạc ở Chongno 6-ga trong gu-Chongno.
Công trình lần đầu tiên được xây dựng vào thời vua Triều Tiên Thái Tổ năm thứ năm trong thời gian trị vì của ông (1396). Nó đã được trùng tu vào năm 1453, và công trình hiện nay là được xây dựng lại năm 1869.
Ngày nay, khu vực xung quanh Đông Đại Môn có tên gọi là chợ Dongdaemun với các khu siêu thị, trung tâm mua sắm lớn của Seoul.

## Hình ảnh

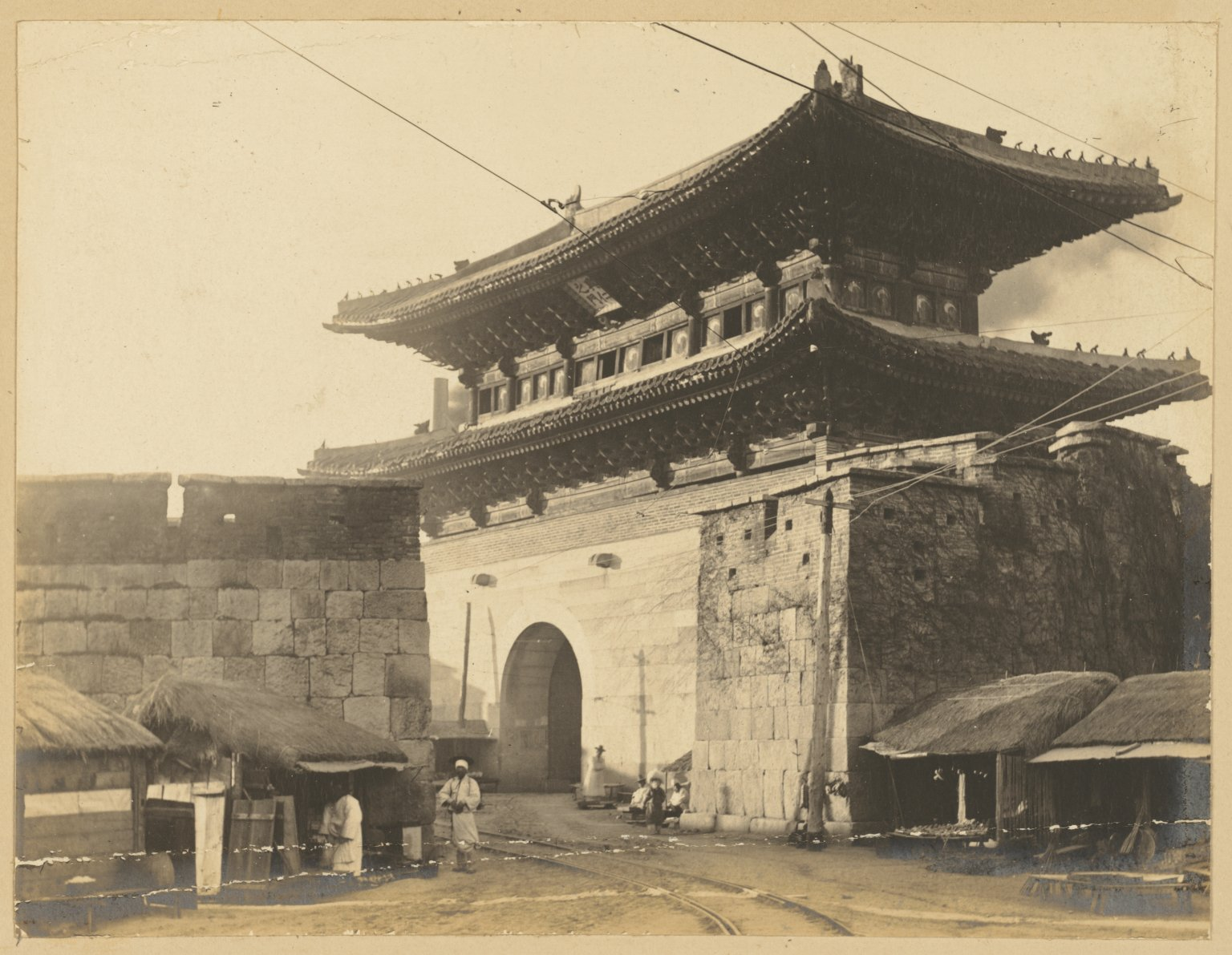
Mặt bên của cổng năm 1904.
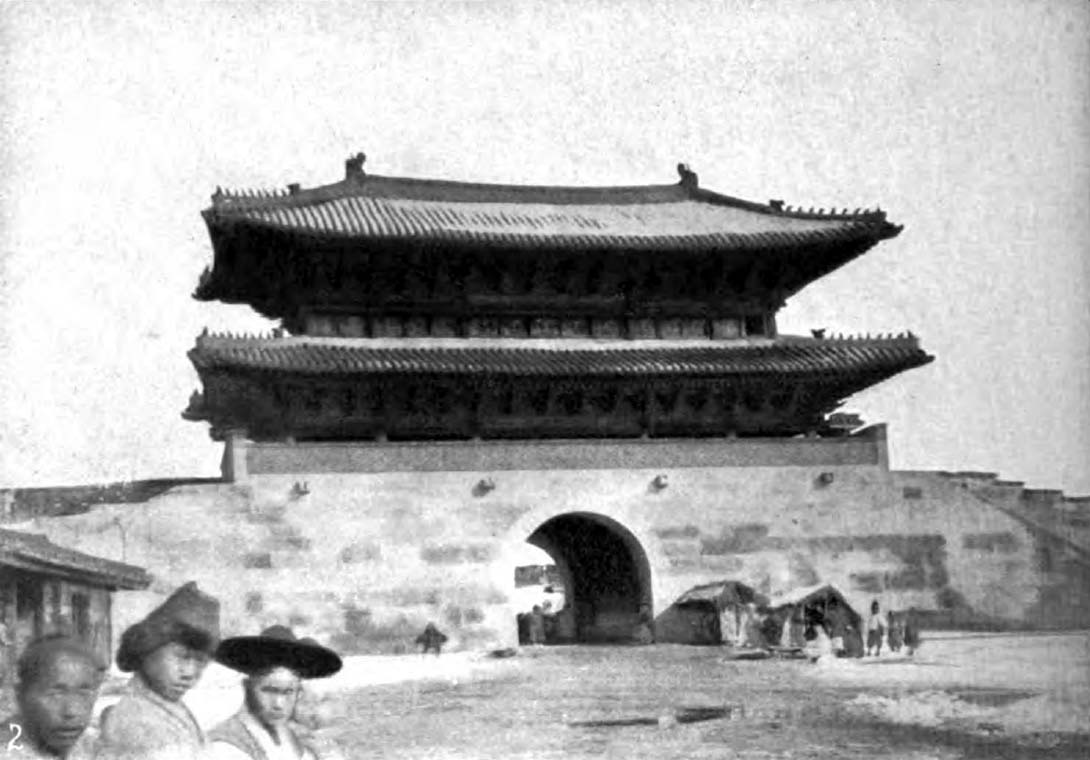
Cổng hướng chính diện, trước năm 1920.
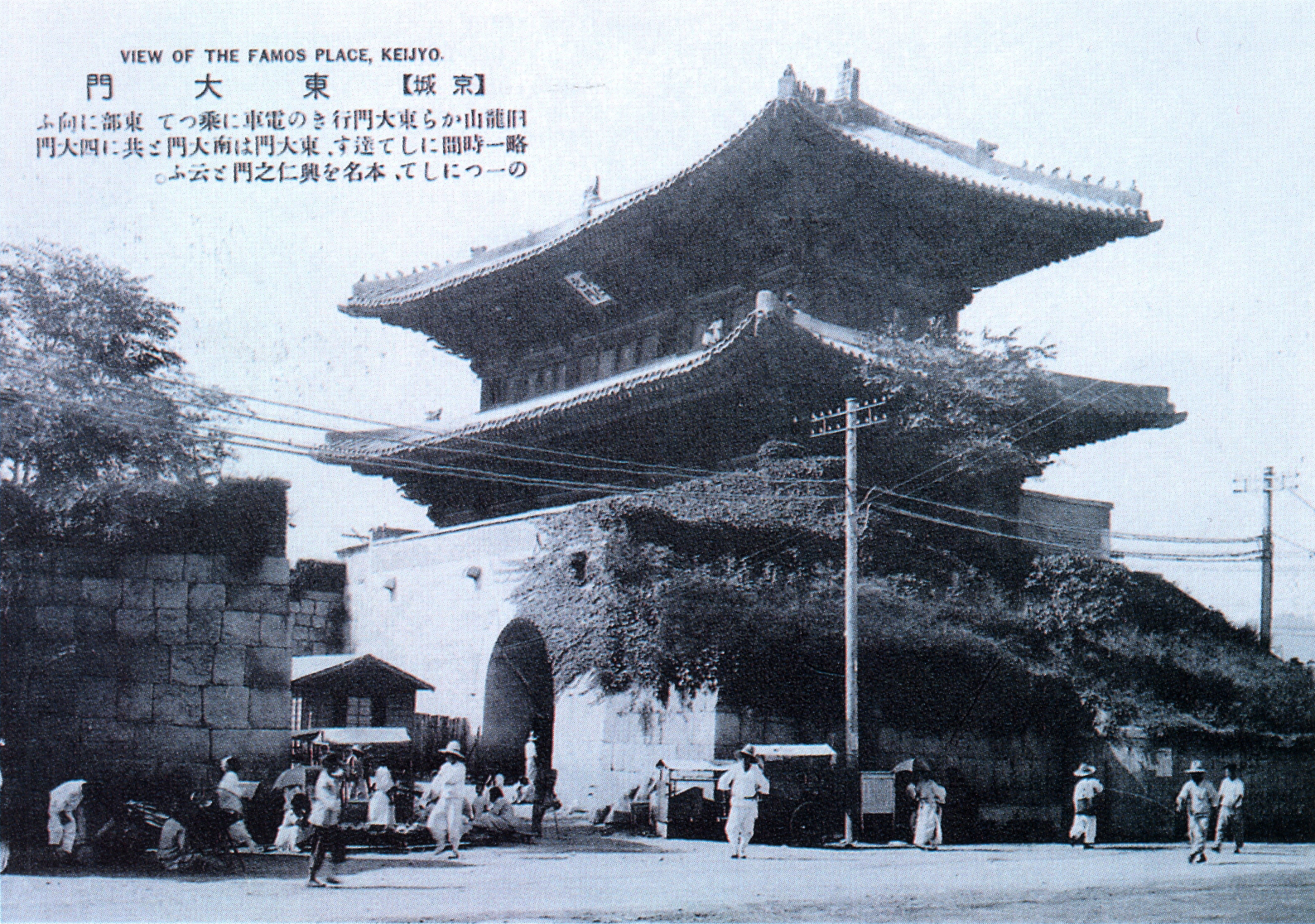
Mặt bên của cổng, thập niên 1930.
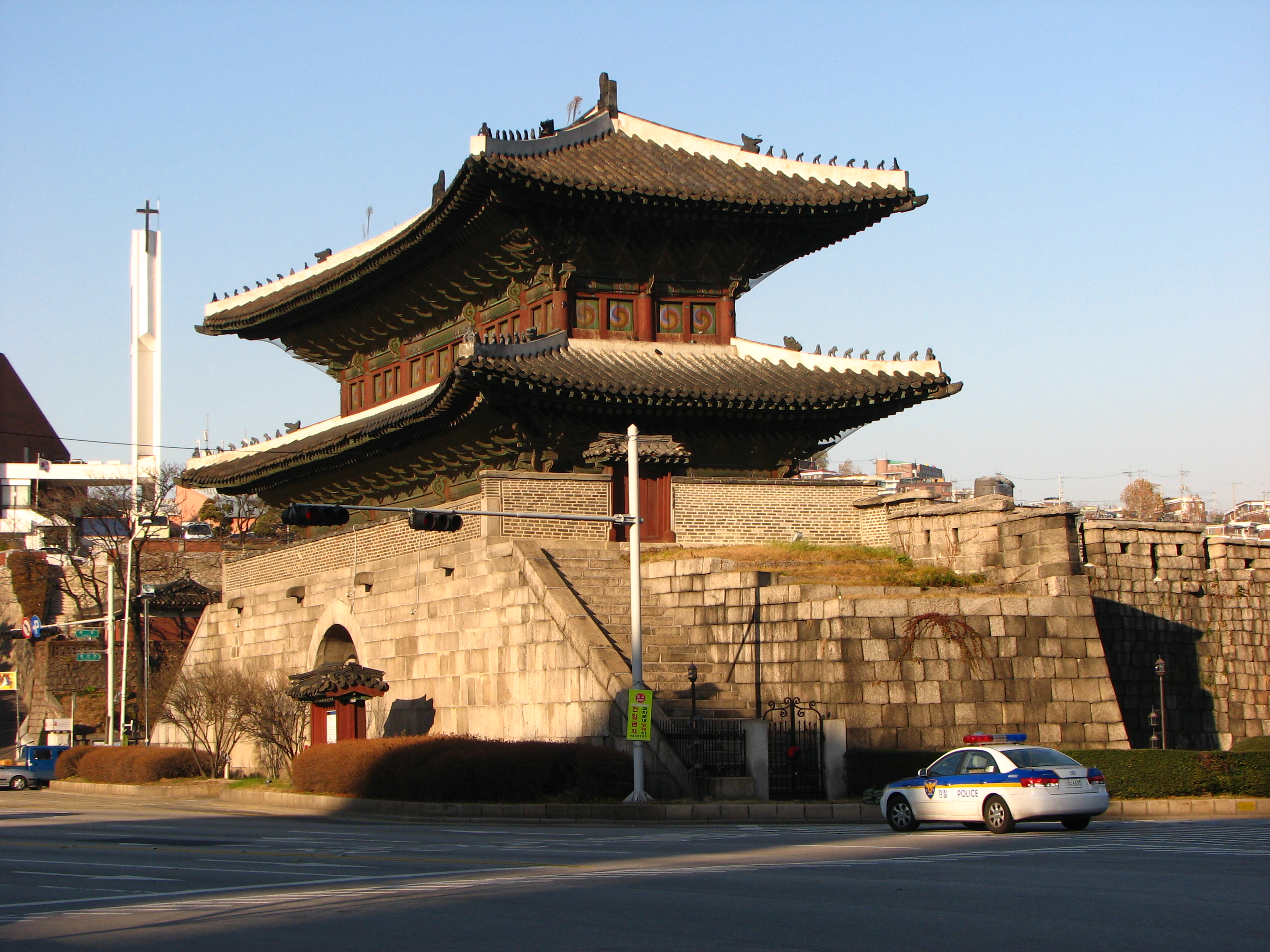
Mặt bên của cổng, tháng 11 năm 2007.
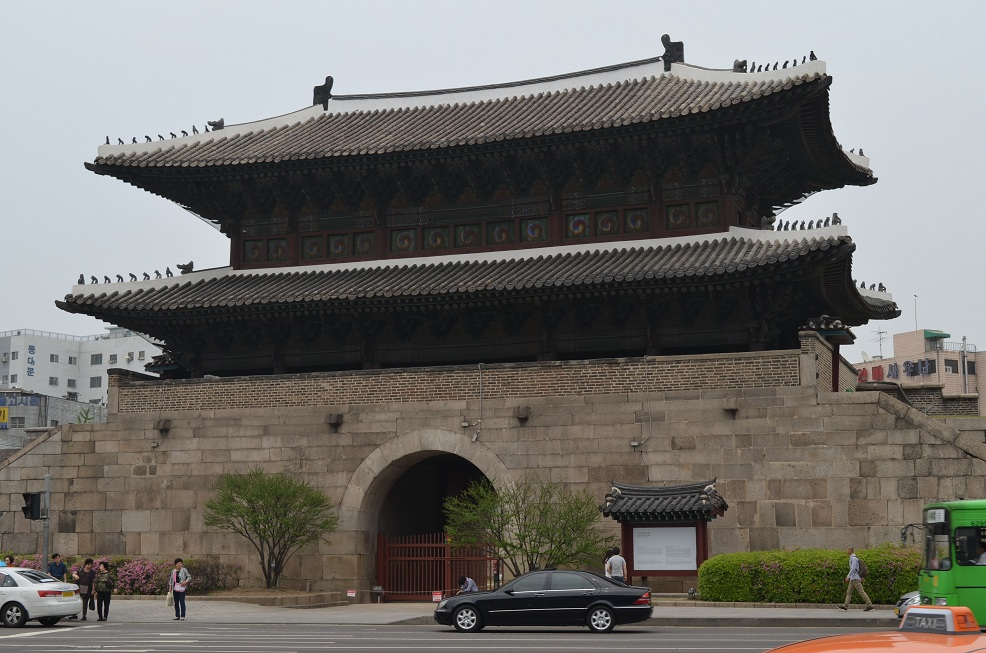
Cổng hướng chính diện, tháng 5 năm 2012.
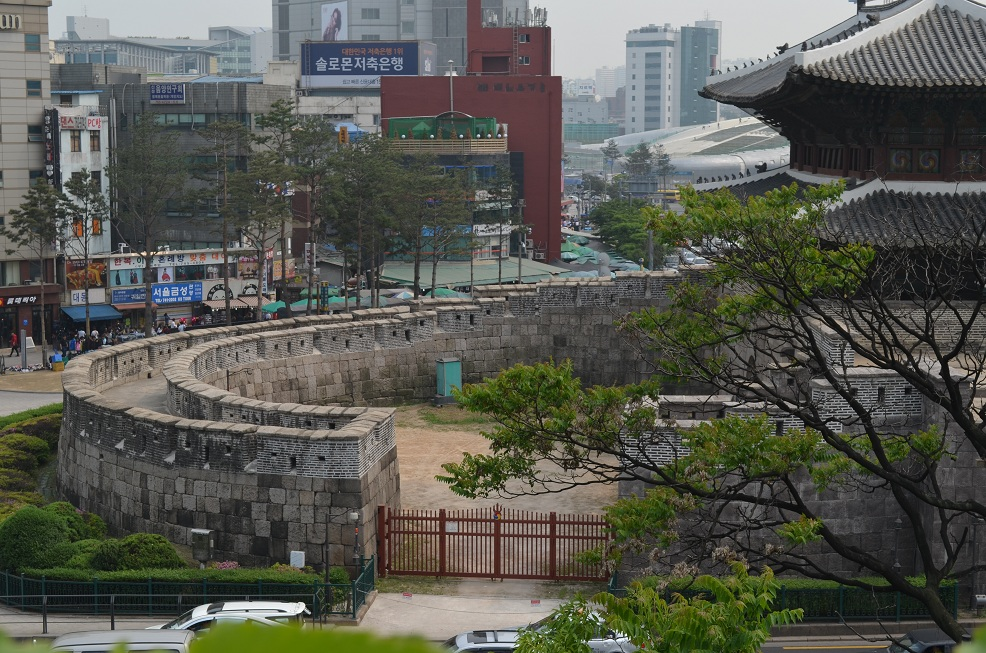
Mặt bên của cổng, tháng 5 năm 2012.
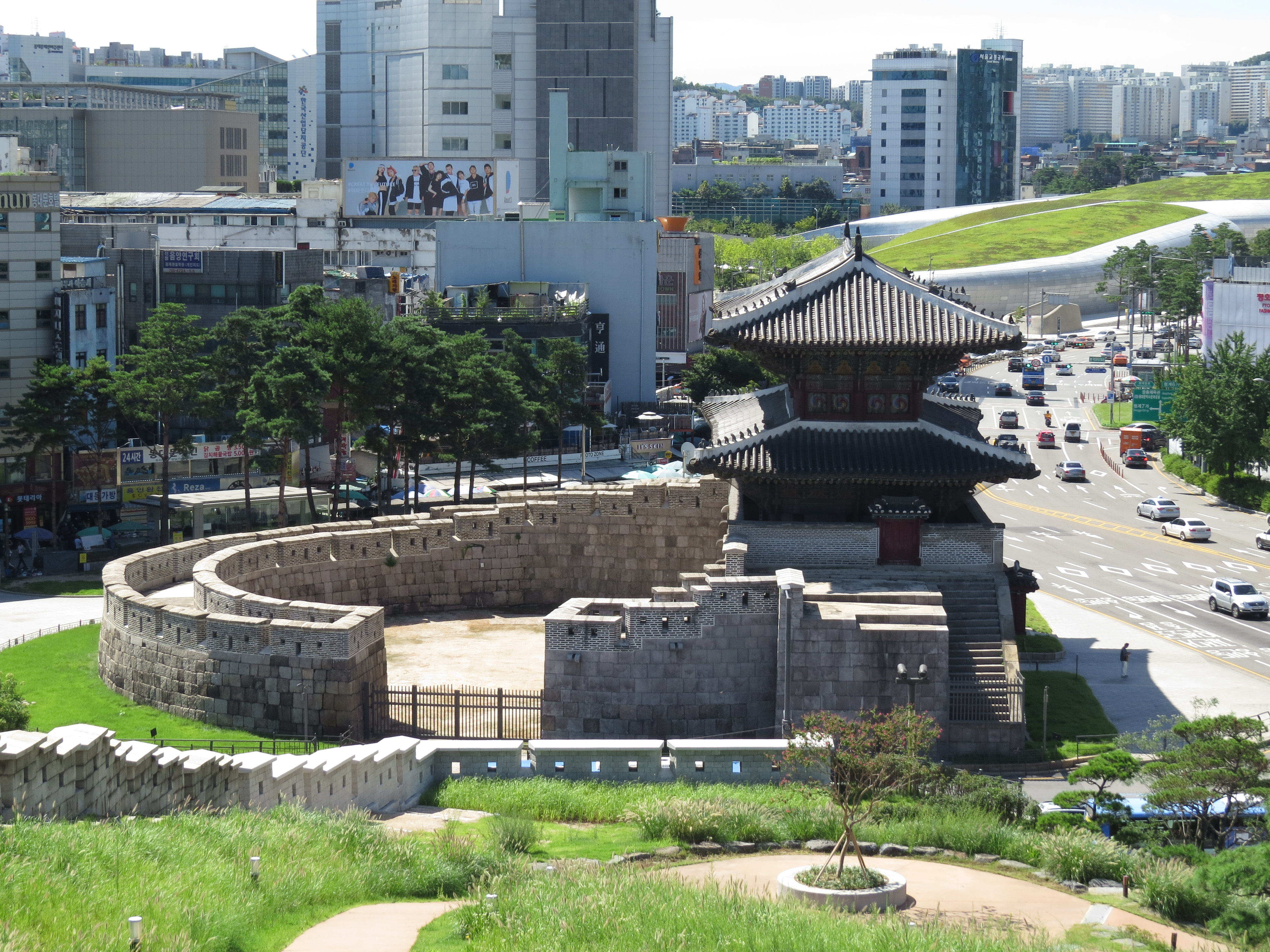
Mặt bên của cổng, tháng 8 năm 2017.